# 明治大学体育会サッカー部
明治大学体育会サッカー部（めいじだいがくたいいくかいサッカーぶ 英: MEIJI UNIVERSITY FOOTBALL CLUB）は、東京都世田谷区八幡山に所在する、明治大学体育会のサッカー部である。関東大学サッカーリーグ戦1部所属。大学チームとして史上初めてJ1チームに勝利し、同じく史上初となる学生タイトル全五冠制覇やインヴィンシブルズなどを達成した、大学サッカー界の雄である。

## 概要
1921年（大正10年）創部。全日本大学サッカー選手権大会に第1回から参加。2009年に天皇杯 JFA 全日本サッカー選手権大会で、大学チームとして史上初めてJ1チームに勝利を挙げ、2019年には史上初となる学生タイトル全五冠制覇を達成した。部是として、プロ養成を企図しないことを掲げているものの、OBのJリーガー数は大学別で最も多く、OB選手のセカンドキャリアのサポート体制なども整えている。

### ポリシー
部のポリシーとして、「オンザピッチ・オフザピッチにおいて一流を追求」、「プロの養成機関ではなく日本一を目指しながら体育会活動を通じて人格形成を追求し、社会のリーダーとなる人材の育成を追求」を掲げている。

### 運営体制
選手は4学年全体で50～60名程度であり、他の主要大学の約半分以下の規模の少数精鋭体制で、全員がトップチームを目指す環境が作られている。また、学業を優先とした練習スケジュールが組まれており、基本的に練習は早朝6時から8時までの2時間となっている。尚、原則としてスポーツ推薦入学による入部者は入寮し、一般入試組の入部者は寮に入らない方針である（この為、日本代表となった長友佑都や丸山祐市らは寮生活を送っていない）。
週1度の全体ミーティングでは、外部講師を招聘することも多く、2018 FIFAワールドカップ直後には、長友の他、主将の吉田麻也や武藤嘉紀が来訪し、W杯のエピソードなどを披露している。また、ビジネスパーソンなど、サッカー界以外からも講師を頻繁に招き、サッカーの枠を超えた人間形成の機会が与えられている。体育会の悪しき上意下達関係ではなく、学年の上下に関係なく各選手が自ら考え、深いコミュニケーションをとる対話型のチーム作りが重視されている。

### メディカルサポート等
チームドクター、急性期対応ドクター、トレーナーなど、メディカルスタッフが瞬時に情報を共有することが可能なシステムが構築されている。また、2023年に新設された寮には最新のトレーニングルームが設置されており、管理栄養士による食事のサポートなども充実している。サッカー選手に多いジョーンズ骨折の年一度の検診や、ドーピング講習、栄養講習、セルフストレッチの勉強会など、万全のサポート体制が整えられている。

### OB

#### Jリーグ・海外プロサッカークラブ

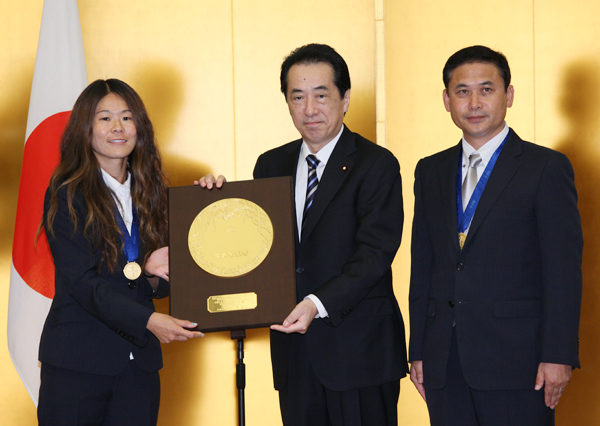
なでしこジャパンをW杯優勝に導いた佐々木則夫監督（国民栄誉賞表彰式）

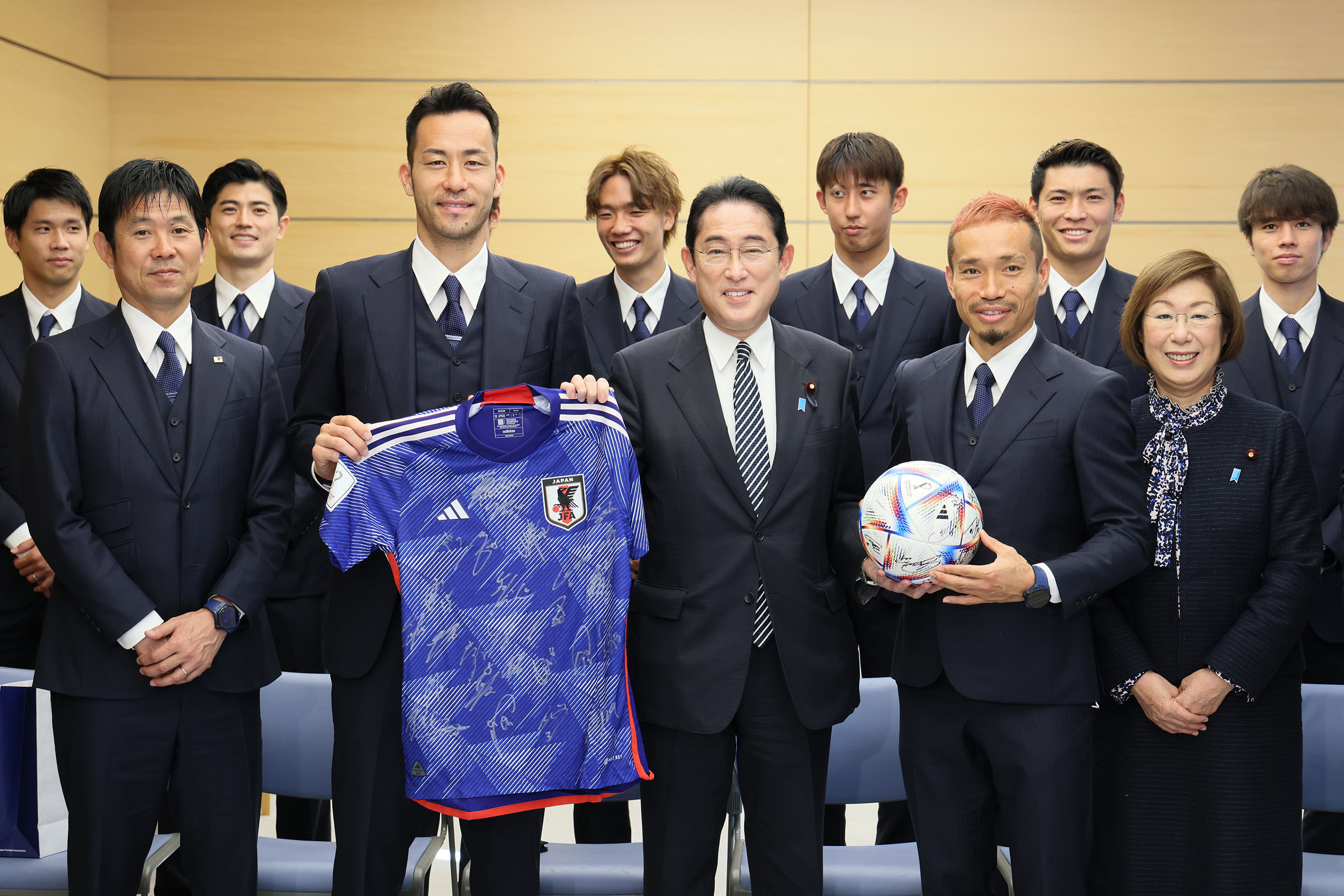
2022W杯終了後に岸田首相を表敬訪問した長友佑都

部是としてJリーガー養成を主眼にしていないことを謳っているものの、近年Jリーグ進出者は増加傾向にあり、2020年は卒業生15名中12名が入団した。現役J1選手輩出数では大学別で1位である。
国内プロサッカー選手第一号（スペシャル・ライセンス・プレーヤー）となった木村和司、なでしこジャパンを2011 FIFA女子ワールドカップ優勝に導いた佐々木則夫や、4大会連続W杯出場の長友佑都、在学中にJリーグを経由せずにドイツ・ブンデスリーガのヴェルダー・ブレーメンに加入し、トップチームに所属する佐藤恵允等々、国際的な舞台で活躍する者も少なくない。

#### サッカー日本代表
近年では、長友佑都、丸山祐市、室屋成、小柏剛、森下龍矢、中村草太、早川友基といった面々が、サッカー日本代表チームに召集されている。

#### ビジネス界・その他
一方、Jリーグからのオファーを断って、入部、就職する者や、J1チームでプレーヤーとして活動しながら司法試験を受験する者、MBA取得者や民放キー局のアナウンサー、海外でプロサッカーチーム経営に携わる者等々、卒業後の進路は多彩である。

### 一般社団法人明大サッカーマネジメント
2020年度に、サッカーマネジメントの強化を図り設立。学内及びサッカー関係者の他に、弁護士や経営学修士などの専門家により構成。スポンサー企業による支援、独自獲得資金などにより、学生の費用負担軽減、OB選手のマネジメント及びセカンドキャリアのサポート、サッカー関連ビジネス、サポーターズクラブ運営、スタッフ拡充、講演活動、青少年育成、社会貢献活動等を予定。スポーツと社会をつなぐ新しい仕組みをづくりを進める。

## 来歴
1921年に井染道夫らが中心となって創部。1928年より関東大学サッカーリーグ戦へ参加した。1952年に天皇杯（第32回大会）に初出場した。
1940年8月に開催された「満洲国」建国十周年慶祝東亜競技大会で池清ら4名が現役のサッカー部所属選手として初めてサッカー日本代表に選出された。
1953年より創設されたインカレ（第1回大会）に参加して、1957年度の第6回全国大学サッカー選手権大会で準優勝、1958年の第7回全国大学サッカー選手権大会で初優勝を果たした。1964年には関東大学サッカーリーグ戦で初優勝を果たした。
2007年の第87回天皇杯全日本サッカー選手権大会2回戦でJ2・京都サンガF.C.に勝利。2009年の第89回天皇杯の2回戦でJ2・湘南ベルマーレに、3回戦でJ1・モンテディオ山形に勝利を収めた。なお、初めてJ1クラブに勝利した大学のサッカー部となった。同年末の第58回全日本大学サッカー選手権大会で51年ぶりに優勝（2度目）。
2013年はアミノバイタルカップで初優勝し、総理大臣杯全日本大学サッカートーナメントでも初の決勝進出を果たした。
2014年、FC町田ゼルビアなどを破って東京都サッカートーナメントで優勝。5年ぶりに天皇杯へ出場した。同年限りでユニバーシアード日本代表監督就任のため11年間監督を務めた神川明彦が退任、同部OBの栗田大輔が監督に就任した。
2015年はアミノバイタルカップで優勝。Jリーグに9選手を輩出した。
2016年は第40回総理大臣杯全日本大学サッカートーナメントで初優勝し、リーグ戦でも強さを見せ、12チーム制になって以来最速となる4節を残しての優勝を決めた。2018年の第42回総理大臣杯全日本大学サッカートーナメントで2年ぶりに総理大臣杯を制した。
2019年、東京都サッカートーナメントで優勝して5年ぶりに天皇杯に出場。1回戦でJ3のブラウブリッツ秋田に勝利。アミノバイタルカップで優勝。総理大臣杯で2年連続優勝した。リーグ戦では22試合制になった2005年以降で最多となる勝ち点56を記録して優勝。大学選手権も優勝し、この年学生タイトル全五冠を制覇した。2015年度と並び、Jリーグに9選手を輩出。
2020年、一般社団法人明大サッカーマネジメント設立。関東大学サッカーリーグ戦1部で2年連続優勝。4年生15名中、12名のJリーグ入団が内定。
2023年、新たな合宿所が八幡山グラウンド隣接地に完成し、これまで使用されてきた「16人部屋」で知られる築30年の合宿所は取り壊された。新合宿所は基本2人部屋で構成され、ミーティングルームやトレーニングルームなども整えられた。第72回全日本大学サッカー選手権大会で3大会ぶりに優勝。
2024年、アマチュアシードにより全日本大学サッカー連盟の推薦で5年ぶりに天皇杯に出場、1回戦で筑波大学に敗れた。アミノバイタルカップでは5年ぶりに優勝。関東大学サッカーリーグ戦1部で史上初のインヴィンシブルズ（無敗優勝）を達成。シーズン終了後、栗田大輔監督の退任（東京ヴェルディ代表取締役副社長に就任）、池上寿之の監督就任と小川佳純のヘッドコーチ就任が発表された。

## 戦績
- 太字はリーグ、カップ戦優勝
- 表中の略記・着色セルの内訳は以下の通り

| リーグ、カップ戦優勝 | リーグ、カップ戦準優勝 | リーグ3位、カップ戦ベスト4 |
| 年度 | 所属    | 順位 | 勝点 | 試合 | 勝 | 分 | 敗 | 得点 | 失点 | 得失 | アミノ杯   | 総理大臣杯 | インカレ   | 監督     |
| 1999 | 関東1部 | 7位  | 8    | 7    | 2  | 2  | 3  | 11   | 12   | -1   | -          |            | -          | 吉見章   |
| 2000 | 関東2部 | 4位  | 10   | 7    | 2  | 4  | 1  | 15   | 7    | 8    | -          |            | -          | 吉見章   |
| 2001 | 関東2部 | 3位  | 23   | 14   | 6  | 5  | 3  | 17   | 8    | 9    | -          |            | -          | 吉見章   |
| 2002 | 関東2部 | 5位  | 19   | 14   | 5  | 4  | 5  | 19   | 19   | 0    | -          |            | -          | 吉見章   |
| 2003 | 関東2部 | 4位  | 21   | 14   | 5  | 6  | 3  | 15   | 15   | 0    | -          |            | -          | 吉見章   |
| 2004 | 関東2部 | 3位  | 27   | 13   | 8  | 3  | 2  | 27   | 14   | 13   | -          | ベスト4    | -          | 神川明彦 |
| 2005 | 関東1部 | 9位  |      |      |    |    |    |      |      |      | -          | -          | -          | 神川明彦 |
| 2006 | 関東1部 | 3位  | 44   | 22   | 13 | 5  | 4  | 44   | 17   | 27   | -          | -          | ベスト8    | 神川明彦 |
| 2007 | 関東1部 | 優勝 | 45   | 22   | 13 | 6  | 3  | 38   | 19   | 19   | -          | -          | GL敗退     | 神川明彦 |
| 2008 | 関東1部 | 5位  | 33   | 22   | 9  | 6  | 7  | 36   | 33   | 3    | -          | -          | -          | 神川明彦 |
| 2009 | 関東1部 | 3位  | 38   | 22   | 12 | 2  | 8  | 38   | 37   | 1    | -          | -          | 優勝       | 神川明彦 |
| 2010 | 関東1部 | 優勝 | 49   | 22   | 15 | 4  | 3  | 46   | 18   | 28   | -          | ベスト8    | ベスト8    | 神川明彦 |
| 2011 | 関東1部 | 2位  | 39   | 22   | 11 | 6  | 5  | 41   | 24   | 17   | -          | ベスト4    | 準優勝     | 神川明彦 |
| 2012 | 関東1部 | 2位  | 41   | 22   | 13 | 2  | 7  | 52   | 37   | 15   | 二回戦敗退 | -          | ベスト8    | 神川明彦 |
| 2013 | 関東1部 | 3位  | 34   | 22   | 9  | 7  | 6  | 33   | 26   | 7    | 優勝       | 準優勝     | ベスト8    | 神川明彦 |
| 2014 | 関東1部 | 2位  | 47   | 22   | 14 | 5  | 3  | 38   | 29   | 19   | 二回戦敗退 | -          | 二回戦敗退 | 神川明彦 |
| 2015 | 関東1部 | 2位  | 43   | 22   | 13 | 4  | 5  | 38   | 24   | 14   | 優勝       | 準優勝     | ベスト4    | 栗田大輔 |
| 2016 | 関東1部 | 優勝 | 47   | 22   | 14 | 5  | 3  | 45   | 22   | 23   | 3位        | 優勝       | ベスト8    | 栗田大輔 |
| 2017 | 関東1部 | 4位  | 32   | 22   | 9  | 5  | 8  | 31   | 29   | 2    | 7位        | 準優勝     | 二回戦敗退 | 栗田大輔 |
| 2018 | 関東1部 | 5位  | 32   | 22   | 9  | 5  | 8  | 37   | 25   | 12   | 4位        | 優勝       | 二回戦敗退 | 栗田大輔 |
| 2019 | 関東1部 | 優勝 | 56   | 22   | 18 | 2  | 2  | 48   | 14   | 34   | 優勝       | 優勝       | 優勝       | 栗田大輔 |
| 2020 | 関東1部 | 優勝 | 48   | 22   | 15 | 3  | 4  | 47   | 20   | 27   | 一回戦敗退 | -          | -          | 栗田大輔 |
| 2021 | 関東1部 | 3位  | 39   | 22   | 11 | 6  | 5  | 35   | 28   | 7    | 二回戦敗退 | -          | ベスト4    | 栗田大輔 |
| 2022 | 関東1部 | 優勝 |      | 22   |    |    |    |      |      |      | 準優勝     |            |            | 栗田大輔 |

注釈
1. ↑  新型コロナウイルスの感染拡大に伴い、開催中止となった。両大会の中止を受け、特例大会として#atarimaeni CUPが開催された。

## 主な成績
- 全日本大学サッカー選手権大会
  - 優勝：4回 (1958, 2009, 2019, 2023,)
- 総理大臣杯全日本大学サッカートーナメント
  - 優勝：3回 (2016, 2018, 2019)
- 東西学生蹴球対抗王座決定戦
  - 優勝：1回 (1964）
- 関東大学サッカーリーグ戦1部
  - 優勝：8回 (1964, 2007, 2010,2016,2019,2020,2022,2024)
- アミノバイタルカップ
  - 優勝：4回 (2013, 2015, 2019, 2024)
- 東京都サッカートーナメント（兼天皇杯 JFA 全日本サッカー選手権大会東京都代表決定戦）
  - 優勝：5回 (1998, 2007, 2009, 2014, 2019)

## 主な出身者
1920年代卒
- 井染道夫

1960年度卒
- 保坂司

1962年度卒
- 浜崎昌弘

1965年度卒
- 杉山隆一

1966年度卒
- 泉政伸

1967年度卒
- 菊川凱夫

1968年度卒
- 小畑穣

1977年度卒
- 田中孝司

1980年度卒
- 木村和司
- 佐々木則夫

1985年度卒
- 小林慎二

1988年度卒
- 神川明彦

1989年度卒
- 江尻篤彦
- 堀孝史

1991年度卒
- 石井壯二郎
- 吉田康弘

1992年度卒
- 見崎充洋
- 栗田大輔

1994年度卒
- 石井豊
- 内田利広
- 永田崇

1995年度卒
- 大柴克友
- 塚本秀樹

1996年度卒
- 浅利悟

1998年度卒
- 宮沢克行

1999年度卒
- 牛鼻健
- 河口真一
- 星出悠

2000年度卒
- 梅田直哉
- 中川雄二
- 長谷川満

2002年度卒
- 西村泰彦

2003年度卒
- 大和田真史
- 戸川健太
- 中島孝

2004年度卒
- 鳥丸太作
- 松ヶ枝泰介

2005年度卒
- 伊藤淳嗣
- 高杉亮太
- 日高拓磨

2006年度卒
- 小川佳純
- 福田健介
- 森賢一

2007年度卒
- 石井秀典
- 斎藤雅也
- 関憲太郎

2008年度卒
- 杉本裕之
- 長友佑都 (中途退部）
- 橋本晃司
- 林陵平
- 藤田優人

2010年度卒
- 笠原昂史
- 久保裕一
- 小林裕紀
- 山田大記
- 山本紘之

2011年度卒
- 奥田大二郎
- 高木駿
- 田中恵太
- 丸山祐市
- 宮阪政樹

2012年度卒
- 阿渡真也
- 岩渕良太
- 阪野豊史
- 三田啓貴
- 山村佑樹

2013年度卒
- 上松瑛
- 梅内和磨
- 小川大貴
- 水野輝
- 矢田旭

2014年度卒
- 石原幸治
- 奥田裕貴
- 苅部隆太郎
- 野間涼太
- 松藤正伸
- 三浦龍輝
- 矢島倫太郎

2015年度卒
- 和泉竜司
- 小谷光毅
- 差波優人
- 鈴木達也
- 瀬川祐輔
- 高橋諒
- 藤本佳希
- 室屋成 (中途退部）
- 山越康平

2016年度卒
- 岩田拓也
- 河面旺成
- 小出悠太
- 丹羽詩温
- 早坂龍之介
- 服部一輝
- 道渕諒平

2017年度卒
- 木戸皓貴
- 柴戸海
- 土居柊太
- 鳥海晃司
- 山﨑浩介

2018年度卒
- 岩武克弥
- 上夷克典
- 小野雅史
- 河辺駿太郎
- 後藤大輝
- 長沢祐弥
- 袴田裕太郎
- 橋岡和樹
- 村田航一

2019年度卒
- 安部柊斗
- 小野寺健也
- 加藤大智
- 川上優樹
- 佐藤亮
- 瀬古樹
- 中川諒真
- 中村健人
- 中村帆高
- 森下龍矢

2020年度卒
- 小柏剛
- 狩土名禅
- 坂本亘基
- 佐藤瑶大
- 佐藤凌我
- 須貝英大
- 住永翔
- 常本佳吾
- 蓮川壮大
- 早川友基
- 持井響太
- 力安祥伍

2021年度卒
- 青嶋佑弥
- 稲見哲行
- 岡庭愁人
- 加藤蓮
- 杉浦文哉
- 西矢健人
- 藤原悠汰

2022年度卒
- 遠藤雅己
- 木村卓斗
- 櫻井風我
- 林幸多郎
- 福田心之助
- 松原亘紀

2023年度卒
- 佐藤恵允（海外移籍）
- 阿部稜汰
- 井上樹
- 太田龍之介
- 岡哲平
- 田中克幸
- 村上陽介

在学生
- 常盤亨太
- 桒原陸人
- 大田湊真
- 庄司啓太郎
- 南稜大

## メディア

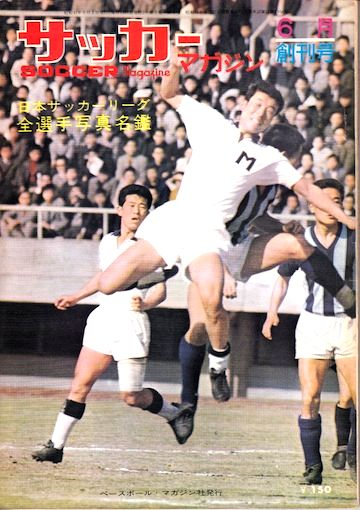
サッカーマガジン創刊号の表紙を飾った杉山隆一

### テレビ番組
- 『Jのミライ』 - スポーツ新時代が創造ヒトと企業の新しいカタチ
- 『FOOT×BRAIN』 - Jクラブから見た大学サッカーの今
- 『デイリーサッカーニュースFoot!』 - 明治大学サッカー部特集
- 『かまいたちのアイツが俺に火をつけた』 - 神川明彦元監督を長友佑都がサプライス訪問

### 関連書籍
- 『世界で戦える強い「個」を育てる』（2012　井澤千秋著　日本実業出版社）
- 『サッカーの戦術&トレーニング』（2012　神川明彦著　新星出版社）
- 『明治発、世界へ!』（2021　栗田大輔著　竹書房）

### WEB MEDIA
- 『スポーツの価値再考』 - 大学スポーツで学ぶべきことは何か。明治大サッカー部監督・栗田大輔の「譲れないもの」
- 『Number WEB』 - 戸惑い→気づき→責任→象徴　2年で17人のJリーガーを生む明治大・栗田監督に聞く大学サッカーの意義
- 『致知』 - 一流を超一流にする努力論——明大サッカー部が結果を出し続ける理由
- 『4years.』 - 最強明治、維新の時　超強豪に押し上げた栗田大輔氏、10年間で与えた二つの視点

### 関係者が登場するメディア作品
- 『赤き血のイレブン』 - 主要登場人物であるGKの大平洋介のモデルは、富士通サッカー部監督、川崎フロンターレ強化本部長などを務めた福家三男。
- 『ゆうとくんがいく』 - 長友佑都（サッカー日本代表）が監修し、主人公の「ゆうとくん」は自身がモデルである。